# Madeleine Martinache
Madeleine Martinache (Marie Julie Madeleine Martinache) née à Lille, le 24 mars 1898 et morte à Lille le 30 novembre 1967, est une résistante, avocate et  femme politique française.

## Début de carrière
D’origine modeste, Madeleine Martinache est institutrice lorsqu’elle entame son cursus à la faculté de Droit en 1920.
Elle commence une carrière d’avocate en 1926. Reconnue par ses pairs, elle devient la première femme désignée secrétaire de la Conférence des Avocats.

## Resistance
Lors de la Seconde Guerre mondiale, elle rentre dans la Résistance et devient lieutenant des Forces françaises combattantes. Arrêtée, elle est déportée à Ravensbrück puis libérée en 1945 par les Polonais.

## Mandats électoraux
Elle est députée UNR de la 4e circonscription du Nord de 1958 à 1962. Après avoir exercé la profession d'institutrice et d'avocate au barreau de Lille, elle devient maire adjointe au maire de Lille. Lors des élections législatives de 1958, elle gagne au deuxième tour face au communiste Robert Leblond et au socialiste Arthur Cornette.Elle se représente aux élections de 1962, mais est battue par Arthur Cornette au second tour.

## Famille
Madeleine Martinache est la fille d'Albert Henri Martinache, emballeur, natif de Lille et de Cornélie Rosalie Prudence De Cock, couturière.

## Distinctions
- Chevalier de la Légion d'honneur
- Croix de guerre 1939–1945, palme de bronze
- Médaille de la Résistance française (décret du 31 mars 1947)[6]
- Médaille de la déportation pour faits de Résistance